# Шахта Светлая
Шахта Светлая — карстовая пещера в Североуральском городском округе Свердловской области. Геоморфологический памятник природы.

## Расположение
Пещера расположена в Североуральском городском округе Свердловской области, в окрестностях села Всеволодо-Благодатское, на южном берегу озера Светлое, в 800 метрах на восток от озера.

## Описание
Относится к Сосьвинскому подрайону Североуральского карстового района. Вход в пещеру находится на поляне в 40-50 м слева от дороги, ведущей от озера. Здесь на поверхность выходят горизонтально залегающие пласты известняка, покрытые каррами и трещинами, среди них расположены небольшие поноры. В пещере известно три яруса, протяжённость ходов 220 м, глубина 26 м. Открыта и впервые исследована группой Свердловской городской спелеосекции в 1961 г. (Ю. Лобанов и С. Лизунов), первая топосъёмка — 1964 г. (В. И. Кузнецов и А. Г. Седышев). В дальнейшем обнаружены новые ходы, удвоившие известную к 1970-м протяженность пещеры.
Вход в пещеру открывается 3-метровым колодцем, за которым находится грот прямоугольной формы (4,5×1,5 м), на дне которого сохраняется лед. Потолок грота сложен отдельными плохо сцеплёнными друг с другом глыбами. В середине грота влево отходит низкий лаз, заканчивающийся расширением. Отсюда через узкое отверстие — «горло», можно проникнуть в средний и нижний ярусы полости. Первый из них представлен несколькими короткими горизонтальными ходами, мокрыми и глинистыми. В восточной части грота ледник. В нижний ярус, представляющий собой небольшой вытянутый грот, ведут две трубы с перемычкой. На дне нижнего грота есть два колодца с водой. В пещере имеются натечные образования. Пещера холодная, температура воздуха равна +2°С. Пещера опасна для посещения, наиболее сложен обратный подъём через горло, требующий специальной спелеологической подготовки.